# Сиса
Сиса (яп. シーサー си:са:) — культурный артефакт и украшения, традиционные у рюкюсцев;

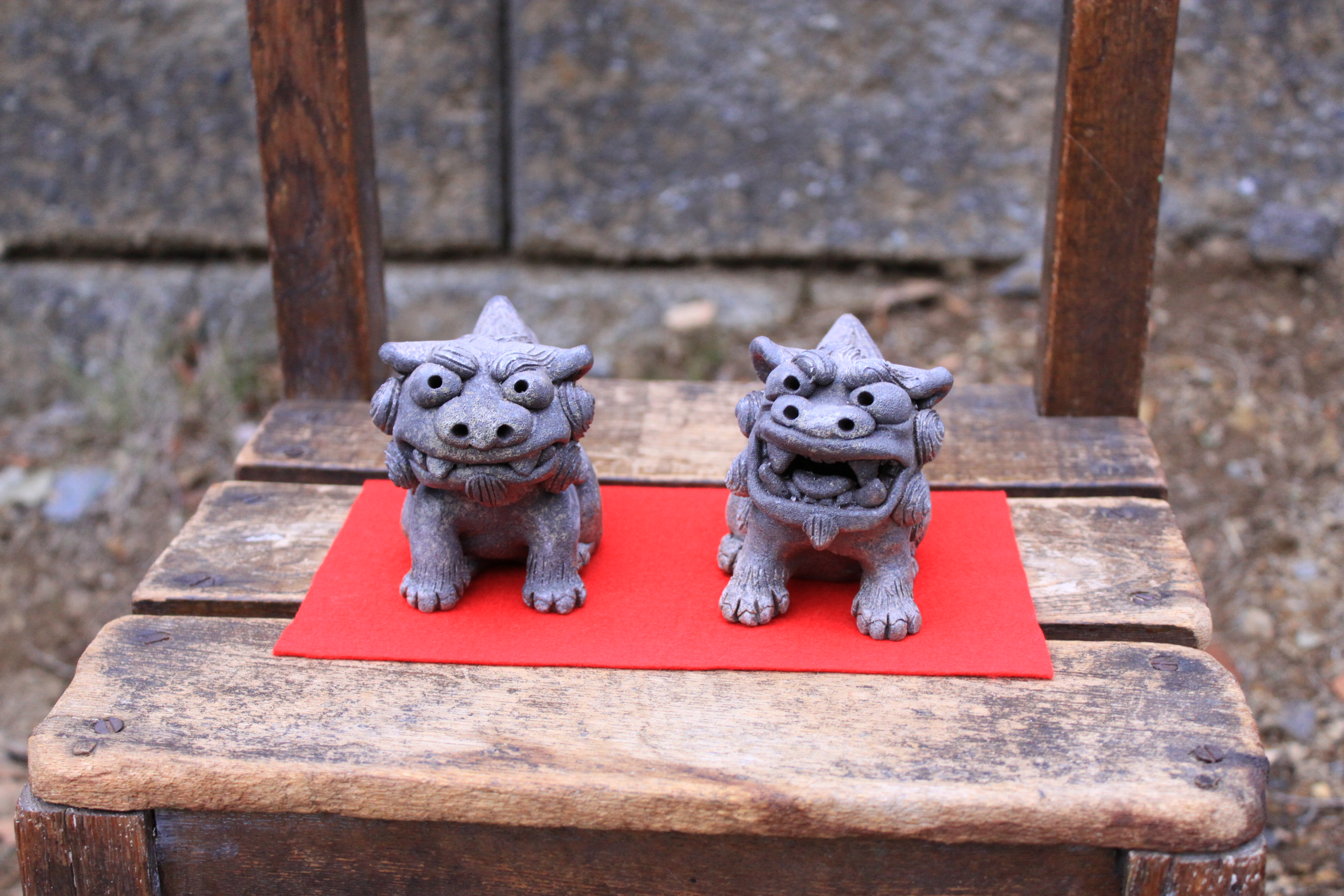
Парные фигурки сиса

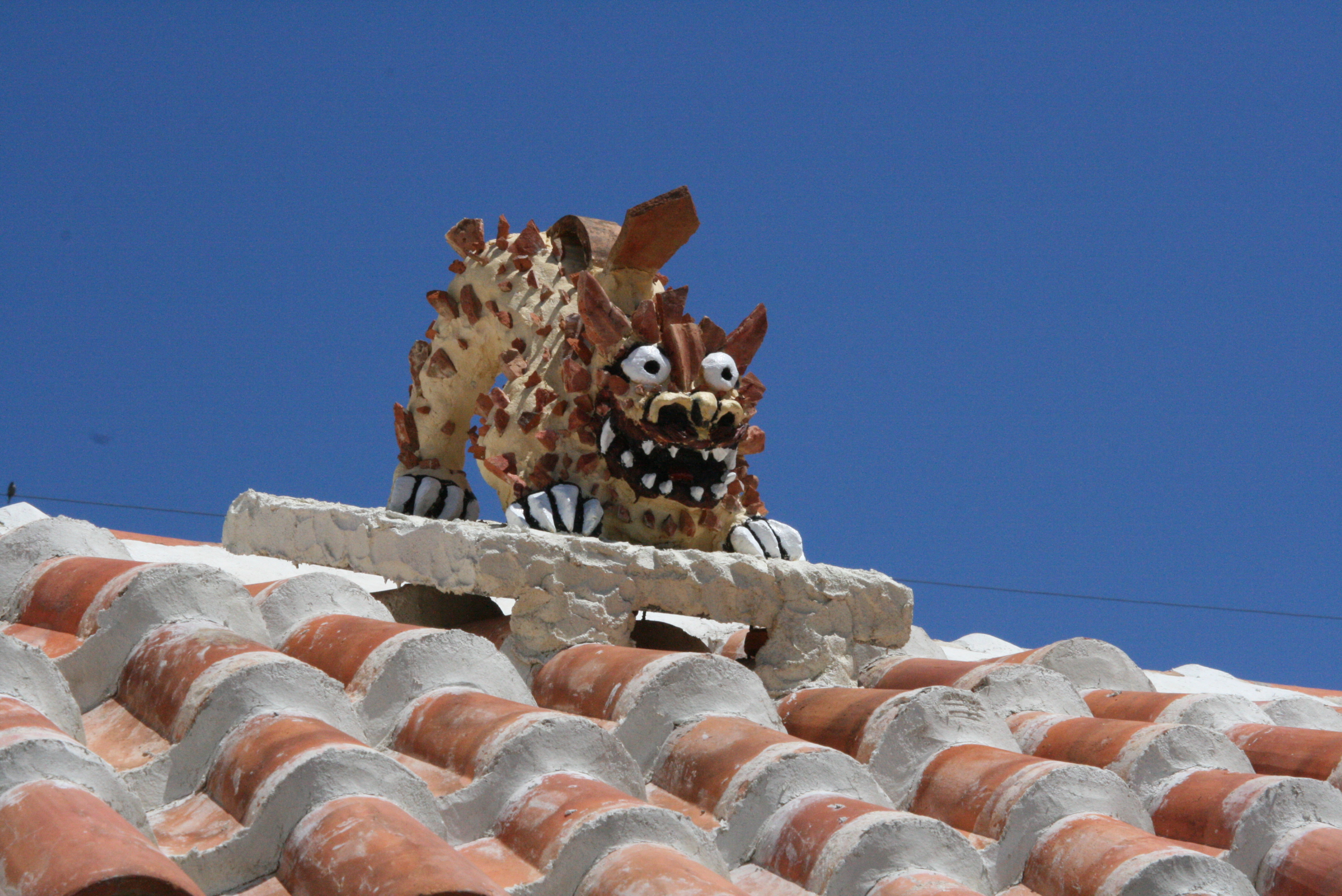
Сиса с открытым ртом на крыше

иногда классифицируются как горгулья. Состоит из пары подобных друг другу скульптур, напоминающих помесь льва и собаки, из окинавской мифологии.
Считается, что скульптуры сиса защищают от зла. Их размещают на крышах или воротах домов. У левой скульптуры рот традиционно закрыт, у правой открыт. По поверьям, открытый рот отгоняет злых духов, закрытый — сохраняет бодрость духа.

## История
Как и комаину, сиса является вариантом китайского льва. Начиная с периода Эдо их стали называть «сторожевыми собаками» по всей материковой части Японии[уточнить].
Их пол назначается по-разному. Некоторые окинавцы считают, что у сисы-самца рот закрыт, чтоб держать плохое вне дома, в то время как у самки рот открыт, чтобы делиться добрым. Другие считают, что у самки рот закрыт, чтобы «удерживать добро», в то время как у самца открытый рот, чтобы «отпугивать зло». Аналогично пол назначают у китайского льва.

## Легенда
Когда посланник из Китая вернулся из плавания в суд в замка Сюри, он привёз подарок для царя — ожерелье, украшенное фигуркой сиса. Царю понравился подарок и он носил его под одеждой.
На деревню недалеко от замка нападал морской дракон; он ел жителей и разрушал их дома. Однажды царь гостил в деревне и встретился лицом к лицу с драконом. Царь поднял вверх фигурку сиса с ожерелья, и тогда с неба упал огромный камень, придавивший хвост дракона и обездвиживший его навеки.

## Галерея

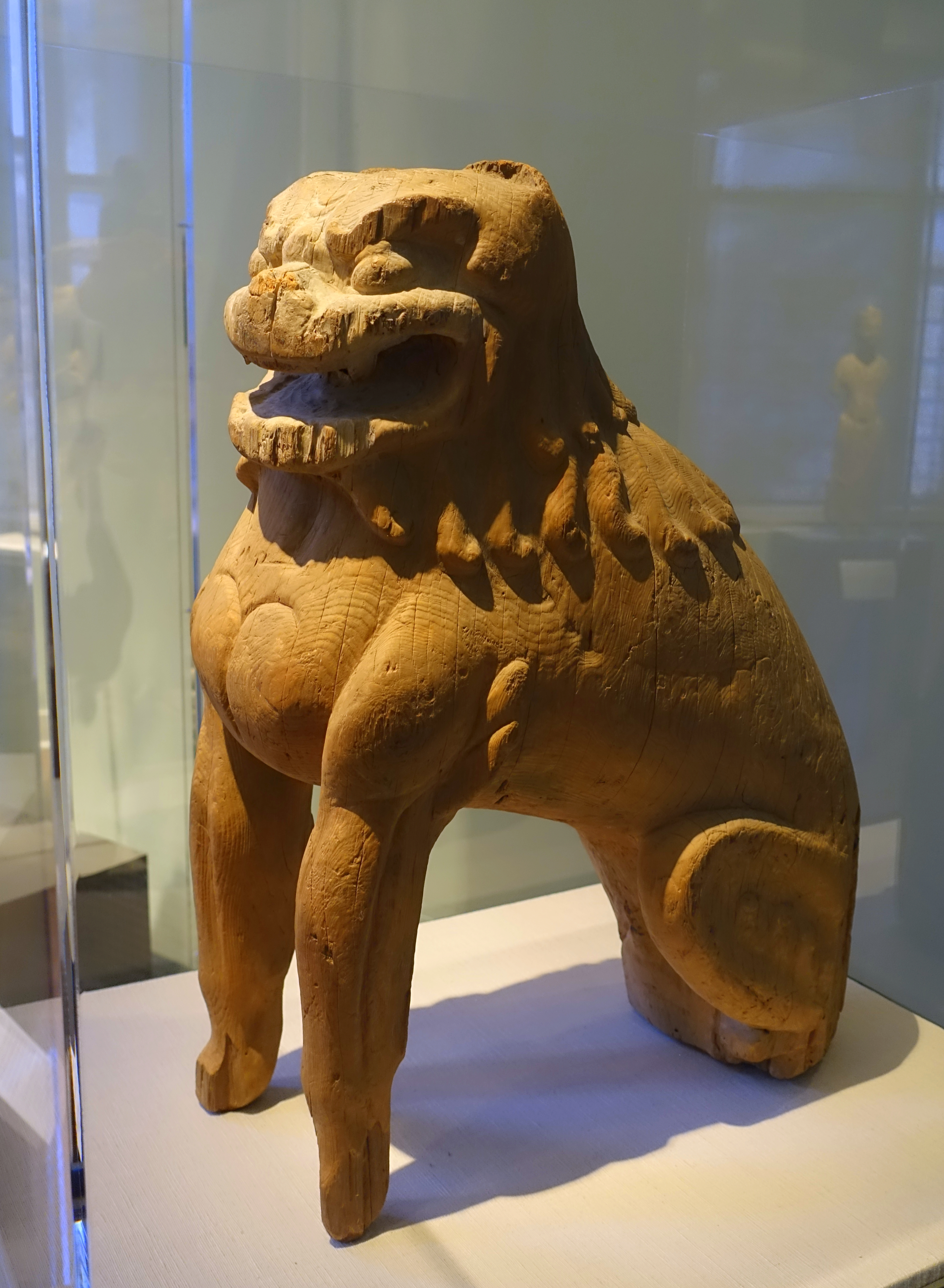
Сиса. XI век
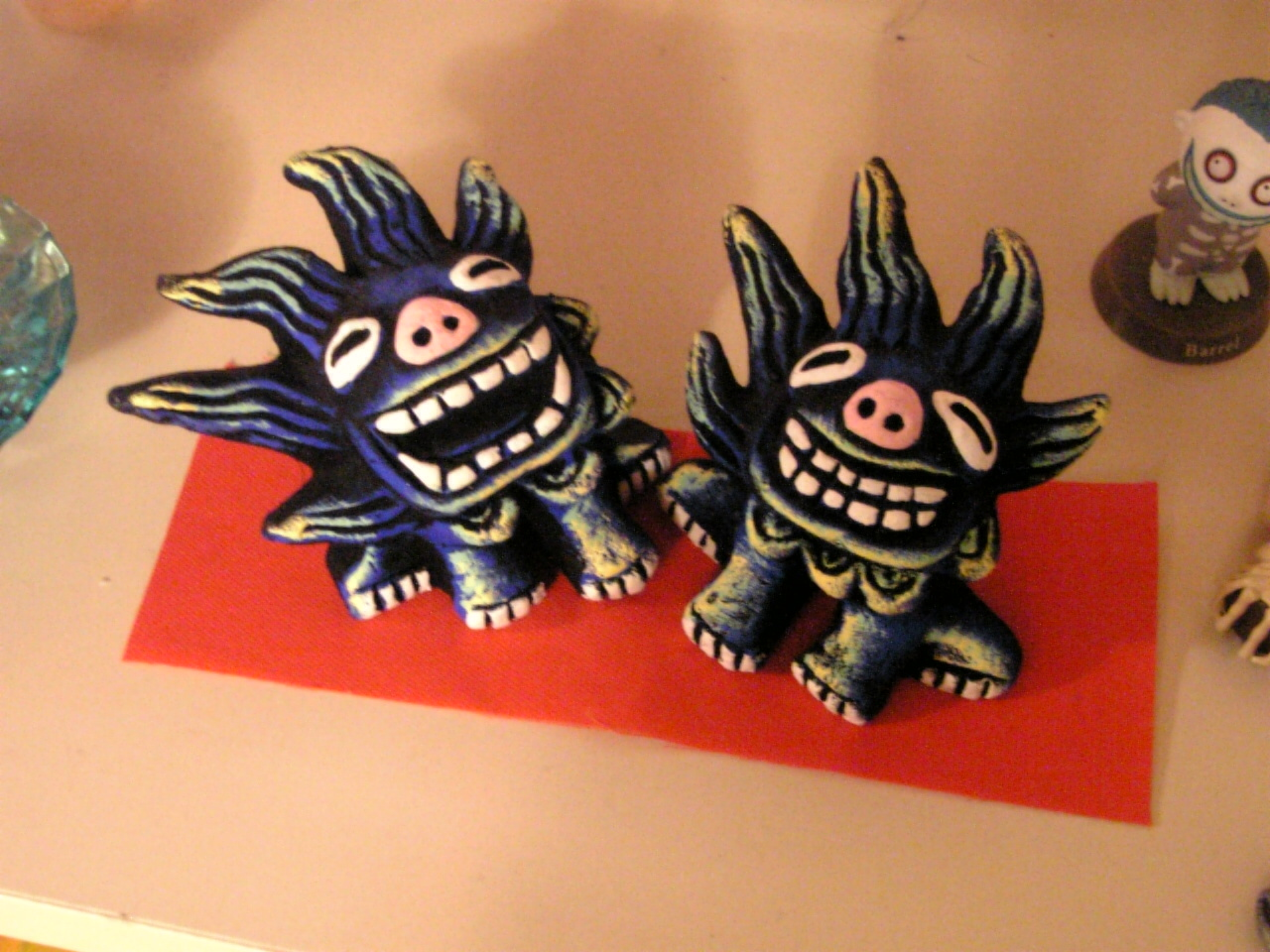
Парные сиса
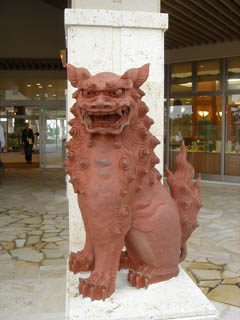
Правый сиса с открытым ртом
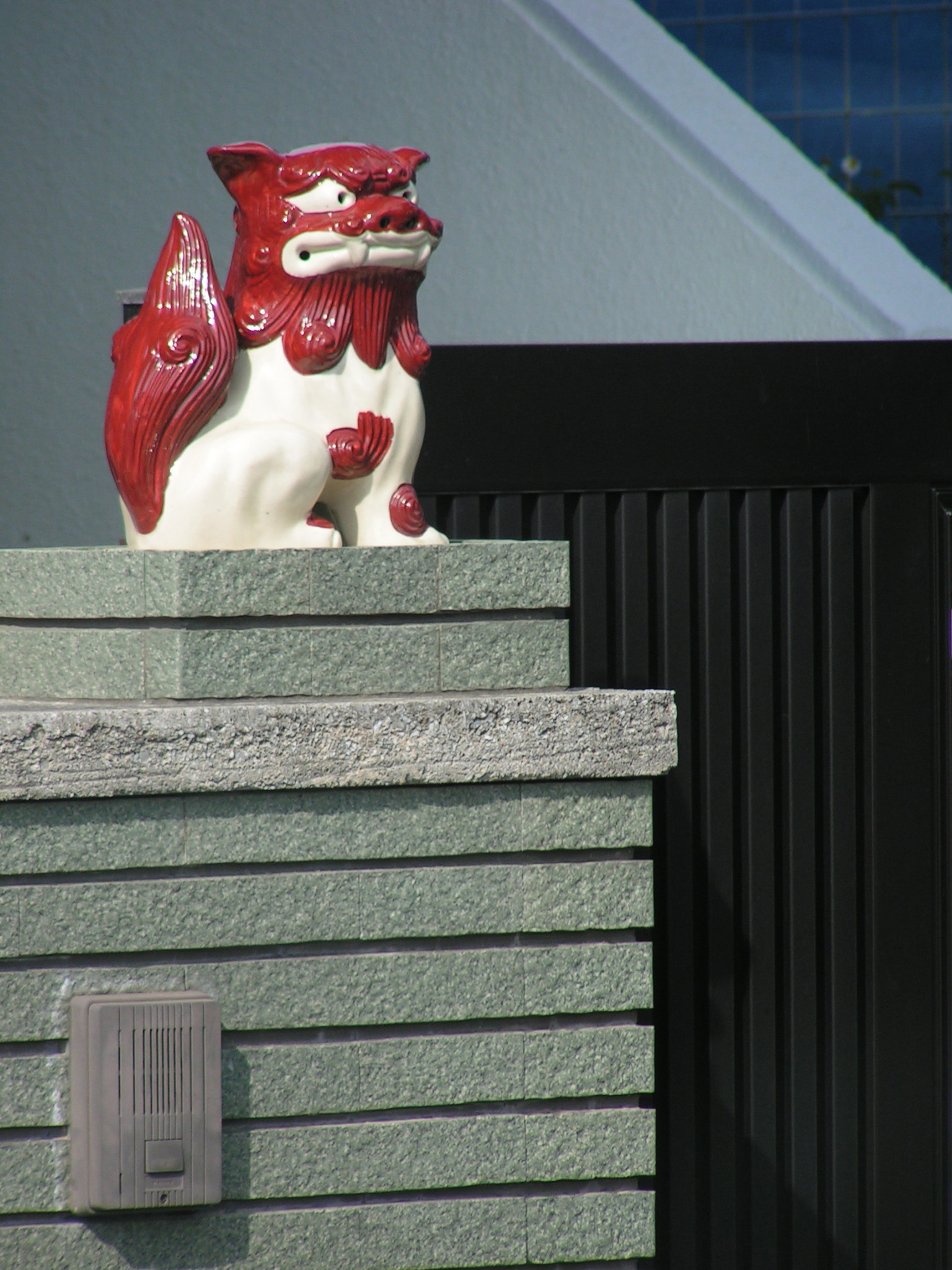
Левый сиса с закрытым ртом
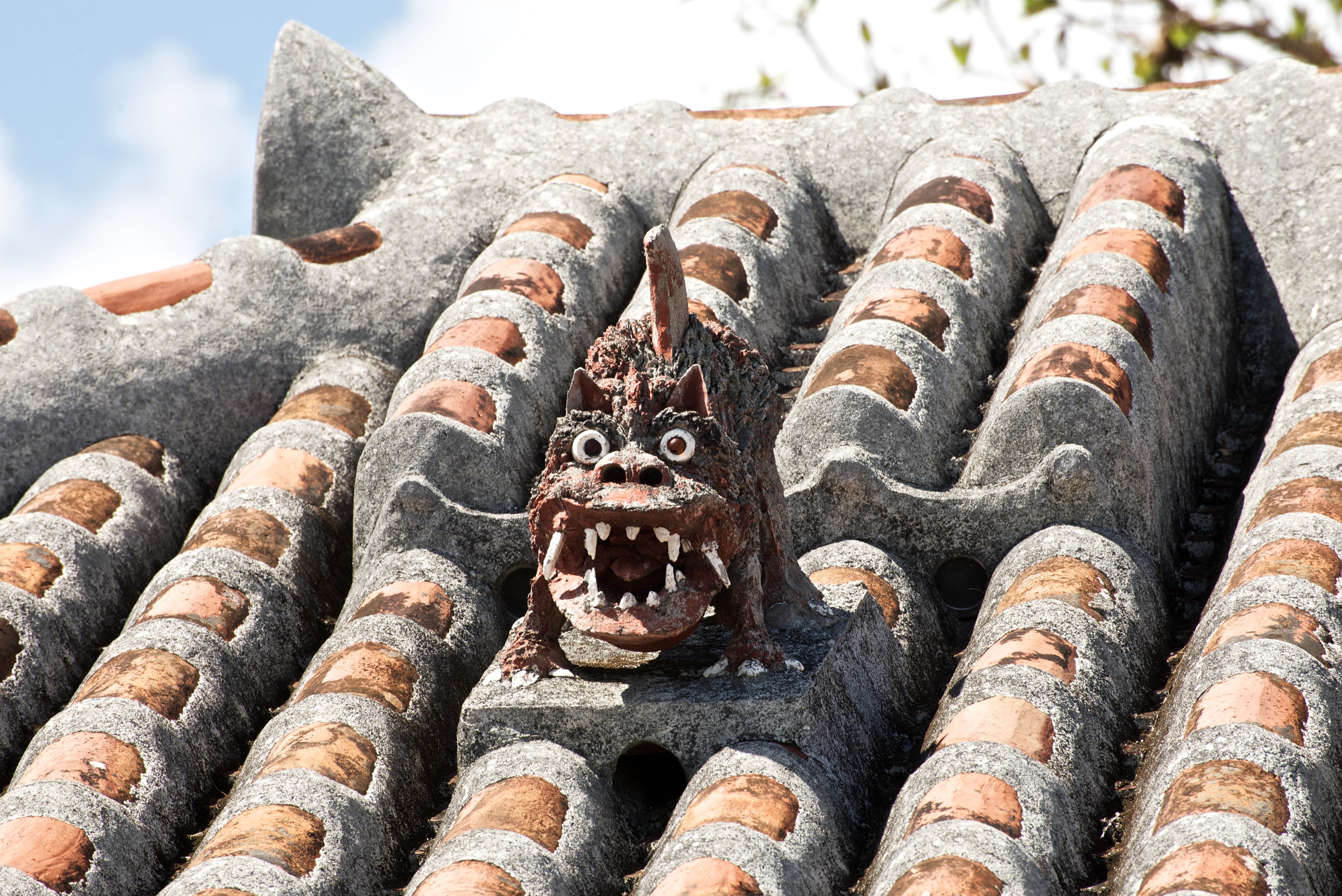
Правый сиса с открытым ртом на крыше (о. Такэтоми)
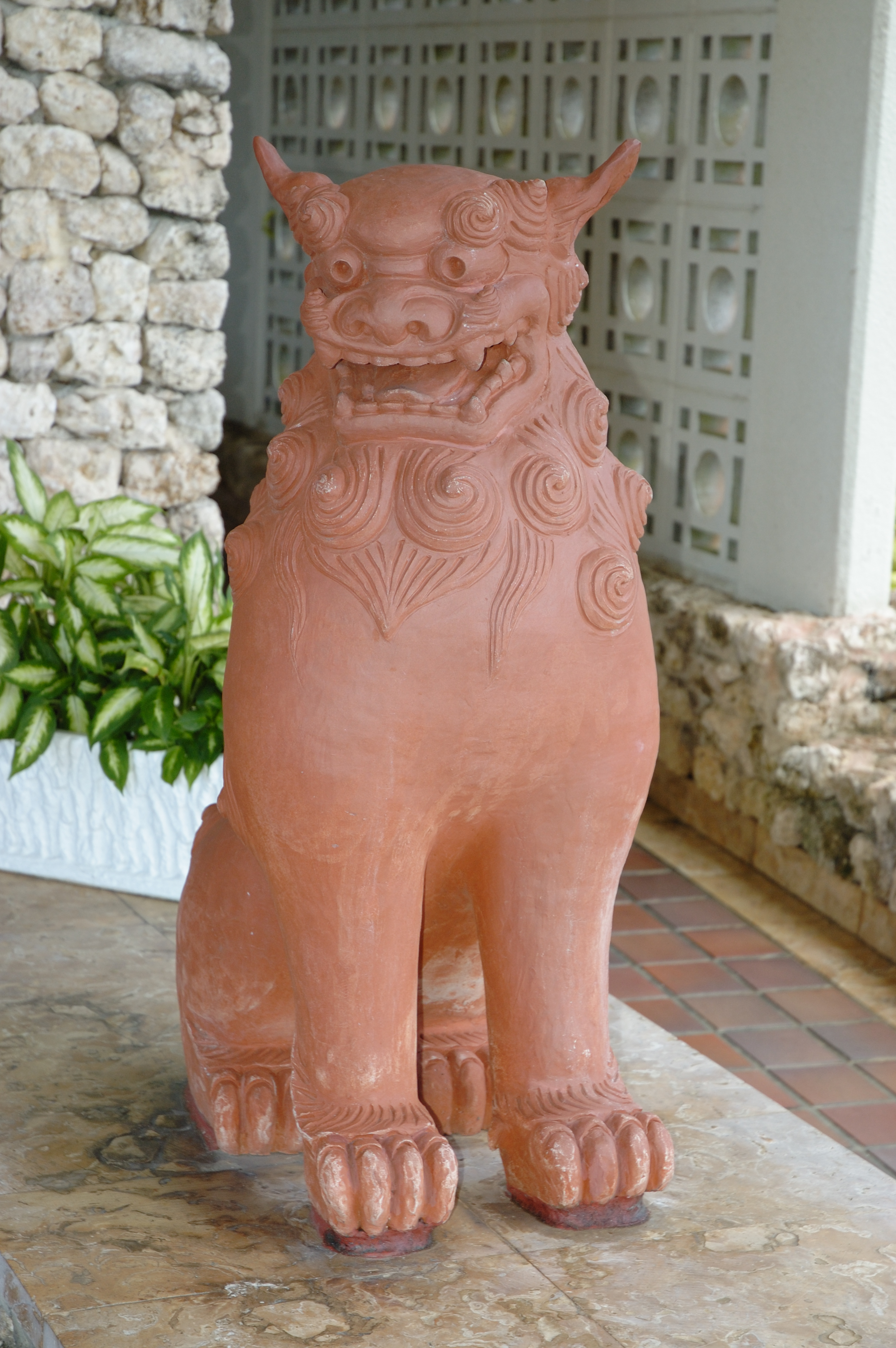
Статуя сиса из Мияко
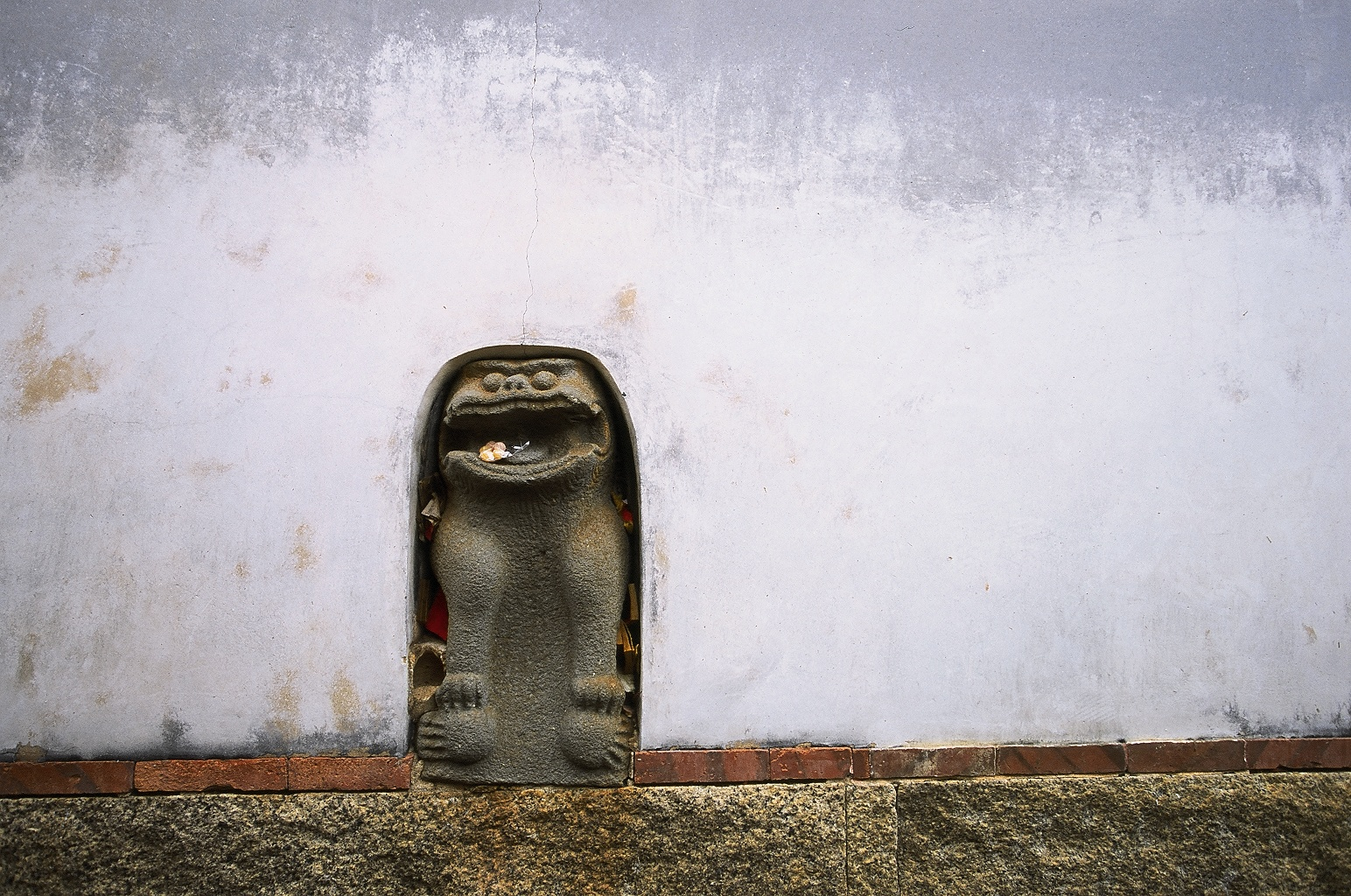
Сиса на острове Цзиньмэнь, Тайвань
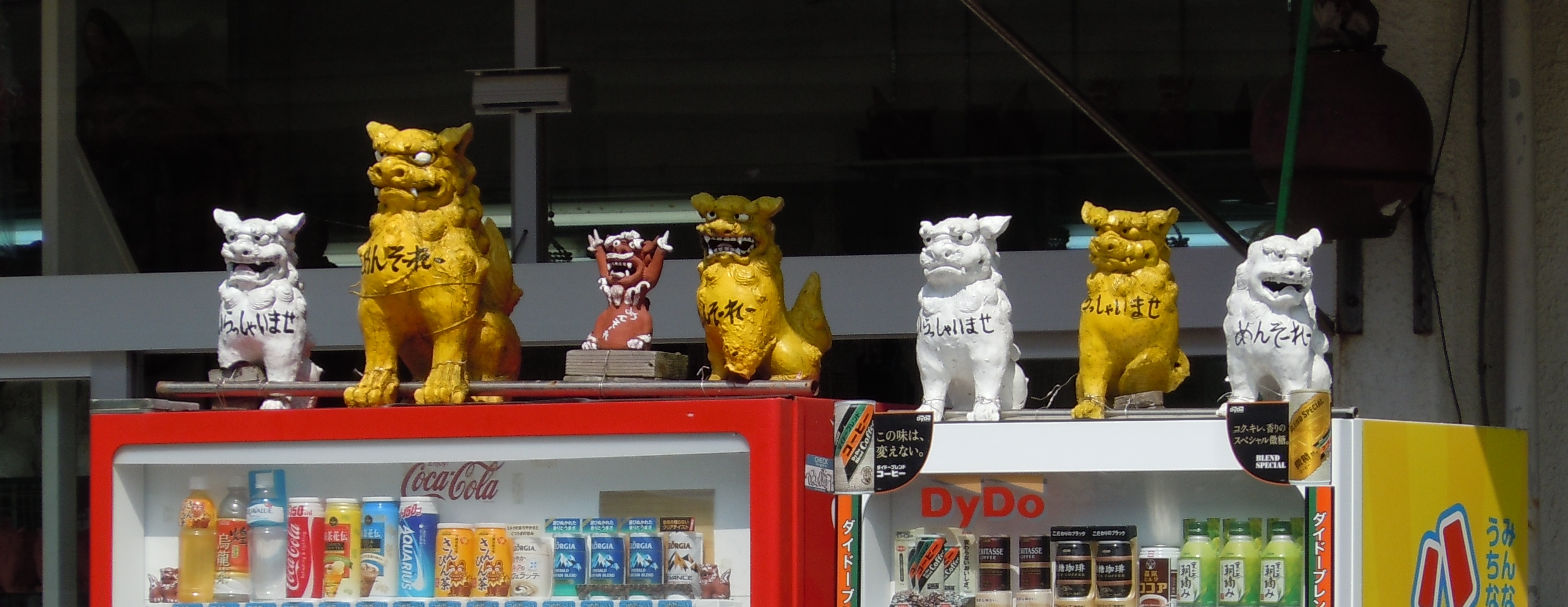
Фигурки сиса на торговом автомате